# Yet another
Entre programadores, yet another (mais um outro, entre outros, traduzindo literalmente do inglês) é um idiotismo linguístico acessório no nome de um programa de computador, organização ou evento que é confessamente banal.
Yet another frequentemente é abreviado para ya, Ya ou YA na parte inicial de um acrônimo.
Stephen C. Johnson é creditado com o estabelecimento da convenção de nomeação no final de 1970, quando ele nomeou seu compilador de compilador yacc (Yet Another Compiler-Compiler), pois ele se sentia que já havia inúmeros compilador de compilador em circulação na época.

## Yet another…
- Yacc – Yet another compiler compiler
- YafaRay – Yet another free Ray tracer
- Yahoo! – Yet another hierarchical, officious oracle[2]
- YAML – Yet Another Markup Language. Mais tarde redefinido para o acrônimo recursivo YAML Ain't Markup Language
- Yandex – Yet another indexer[3]
- YaST – Yet another Setup Tool, um instalador do sistema operacional e configurador wizard para distribuições SUSE
- YAWL – Yet Another Workflow Language, um business process modeling linguagem para diagramação do padrões Workflow